# (16256) 2000 JM2
2000 جاي أم 2 (ويعرف أيضًا باسم (16256) 2000 جاي أم 2 وفق تسمية الكوكب الصغير) (بالإنجليزية: 2000 JM2)‏ هو كويكب ضمن حزام الكويكبات؛ وترتيبه 16256 من حيث الاكتشاف.
اكتُشف هذا الجُرم الفلكي بواسطة بحث لنكولن عن الكويكبات القريبة من الأرض في 3 مايو 2000.

## وصلات خارجية
- (16256) 2000 JM2 في قاعدة بيانات مختبر الدفع النفاث لأجرام النظام الشمسي الصغيرة

- الاكتشاف · مخطط المدار ·  العناصر المدارية · المعلمات المادية

- (16256) 2000 JM2 على موقع ويكي سكاي: DSS2, SDSS, GALEX, IRAS, Hydrogen α, X-Ray, Astrophoto, Sky Map, Articles and images